# Nineteenth Air Force
Die 19. Luftflotte (Nineteenth Air Force) der United States Air Force ist auf der Randolph Air Force Base in Texas stationiert und untersteht dem Air Education and Training Command (AETC). Die Flotte ist mit Ausbildungsaufgaben betraut. Jährlich werden von ihr etwa 30.000 Soldaten aus den Vereinigten Staaten und deren Verbündeter in allen Bereichen des Flugalltags ausgebildet. Dazu gehören unter anderem Piloten, Crew Mitglieder, Waffenoffiziere und Techniker.
Gegründet wurde die Luftflotte im Juli 1955 auf der Foster Air Force Base in Texas. Damals unterstand sie dem Tactical Air Command. Im September 1958 wurde das Hauptquartier auf die Seymour Johnson Air Force Base in North Carolina verlegt. Damals war die Luftflotte mit taktischen Aufgaben betraut. Am 2. Juli 1973 wurde sie deaktiviert.
Seit Juli 1993 ist sie mit einer Unterbrechung in den Jahren 2012 bis 2014 unter dem Kommando des AETC mit den oben aufgeführten Aufgaben wieder dauerhaft aktiv.
Der 19. Luftflotte sind zurzeit folgende Haupteinheiten unterstellt:
- 12. Ausbildungsgeschwader (12th Flying Training Wing), Randolph AFB, Texas
- 14. Ausbildungsgeschwader (14th Flying Training Wing), Columbus Air Force Base, Mississippi
- 33. Kampfgeschwader (33rd Fighter Wing), Eglin Air Force Base, Florida
- 47. Ausbildungsgeschwader (47th Flying Training Wing), Laughlin Air Force Base, Texas
- 49. Geschwader (49th Wing), Holloman Air Force Base, New Mexico
- 56. Kampfgeschwader (56th Fighter Wing), Luke Air Force Base, Arizona
- 58. Sondergeschwader (58th Special Operations Wing), Kirtland Air Force Base, New Mexico
- 71. Ausbildungsgeschwader (71st Flying Training Wing), Vance Air Force Base, Oklahoma
- 80. Ausbildungsgeschwader (80th Flying Training Wing), Sheppard Air Force Base, Texas
- 97. Mobilitätsgeschwader (97th Air Mobility Wing), Altus Air Force Base, Oklahoma
- 314. Transportgeschwader (214th Airlift Wing), Little Rock Air Force Base, Arkansas
- 336. Ausbildungsgruppe (336th Training Group), Fairchild Air Force Base, Bundesstaat Washington

## Liste der Kommandierenden Generale ab 1993
| Name                                      | Beginn der Berufung | Ende der Berufung |
| ----------------------------------------- | ------------------- | ----------------- |
| MG Everett H. Pratt                       | 1. Juli 1993        | 27. Oktober 1994  |
| MG Nicholas B. Kehoe                      | 27. Oktober 1994    | 15. November 1995 |
| MG W. Thomas West                         | 15. November 1995   | 21. April 1997    |
| MG Kurt B. Anderson                       | 21. April 1997      | 25. Mai 1999      |
| MG Steven R. Polk                         | 25. Mai 1999        | 20. Januar 2002   |
| MG James E. Sandstrom                     | 20. Januar 2002     | 11. Juni 2004     |
| MG Edward R. Ellis                        | 11. Juni 2004       | 21. Oktober 2005  |
| MG Marc E. Rogers                         | 21. Oktober 2005    | 3. Oktober 2006   |
| MG Irving L. Halter, Jr.                  | 3. Oktober 2006     | 30. Juli 2008     |
| MG Gregory A. Feest                       | 30. Juli 2008       | 2010              |
| MG Mark Solo                              | 2010                | 13. Juli 2012     |
| Einheit Inaktiv                           | 13. Juli 2012       | 1. Oktober 2014   |
| MG Michael A. Keltz                       | 1. Oktober 2014     | 23. Juni 2015     |
| MG James B. Hecker                        | 23. Juni 2015       | 28. März 2017     |
| MG Patrick J. Doherty                     | 28. März 2017       | 13. Juni 2019     |
| MG Craig D. Wills                         | 13. Juni 2019       | 19. August 2022   |
| MG Phillip A. Stewart                     | 19. August 2022     | 9. Mai 2023       |
| BG Christopher R. Amrhein (kommissarisch) | 20. Mai 2023        | 5. Juni 2023      |
| MG Clark Quinn                            | 5. Juni 2023        | 8. Juli 2024      |
| MG Gregory Kreuder                        | 8. Juli 2024        | amtierend         |